# Los Cides
Los Cides es una localidad de mexicana, localizada en el municipio de Tepeapulco en el estado de Hidalgo.

## Geografía
Se encuentra en la región geográfica de los llanos de Apan (Altiplanicie pulquera); a la localidad le corresponden las coordenadas geográficas 19°48′19.143″ de latitud norte y 98°31′28.555″ de longitud oeste; con una altitud de 2516 m s. n. m. Cuenta con un clima templado subhúmedo con lluvias en verano, de humedad media.
En cuanto a fisiografía se encuentra en la provincia del Eje Neovolcánico, dentro de la subprovincia de Lagos y Volcanes de Anáhuac; su terreno es de llanura. En lo que respecta a la hidrografía se encuentra posicionado en la región del Pánuco, dentro de la cuenca del río Moctezuma, y en la subcuenca del río Tezontepec.

## Demografía
En 2020 registró una población de 1080 personas, lo que corresponde al 1.92 % de la población municipal; de los cuales 545 son hombres y 535 son mujeres.
| Gráfica de evolución demográfica de Los Cides entre 1900 y 2020                              |
|                                                                                              |
| Población de los censos y conteos del Instituto Nacional de Estadística y Geografía (INEGI). |